# 玉川水道
玉川水道株式会社（たまがわすいどう）とは、東京都荏原郡内14町村（現在の品川区・大田区・世田谷区）に給水していた水道会社である。国内の私設水道としては最大であったが、1935年（昭和10年）3月23日に東京市に買収され市営水道の一部となった。

## 概要
飲用水に乏しい地域であった荏原郡では、1911年（明治44年）に私設水道の敷設が認められたことにより1912年（明治45年）に入新井町、大森町、蒲田町、羽田町の4ヶ町の有志が中心となって荏原水道組合が設立された。荏原水道組合は水源や送水管の一部を整備したものの資金難や施設の不具合によって事業は頓挫した。
そのため1918年（大正7年）2月、有志によって新たに創立された玉川水道株式会社が荏原水道組合の事業一式を買収し、その事業を継承した。同年11月の入新井町および大森町への給水開始後、2度の増資を経て1923年（大正12年）4月には荏原郡内14町村へ給水する日本最大の私設水道会社へと成長した。しかし、東京市の水道料金と比べて玉川水道の水道料金は高額であったため郡内の町村は町村組合を作って公共事業とする試みを続けてきたが、これが実ることなく東京市への合併が行われた。東京市の合併後、町村組合の経営していた水道事業は速やかに東京市へと移管され水道料金は大幅に低減されたが、民営の玉川水道は直ちに買収が行われることなく住民は高額な水道料金の負担を強いられていた。そのため住民は玉川水道の料金引き下げ運動を行うようになった。
料金引き下げ運動が行われる中、1933年（昭和8年）6月に玉川水道が多量の塩分を含む水を供給したことから住民運動は大きく盛り上がることとなった。この事件の原因は多摩川の川床の砂利採掘と、渇水による水量の減少によって多摩川の水面が下がった状態で、東京湾の満潮高よりも低い位置に設置されていた玉川水道の取水口が認可時よりはるかに多くの水を取水したため東京湾より遡流した海水が流入したことによって発生したといわれている。
この事件をきっかけに料金引き下げ運動は玉川水道の市営化運動となり、1934年（昭和9年）6月30日の東京市会によって玉川水道の強制買収が決議された。買収価格の交渉が難航したため買収は翌年3月となり、1935年（昭和10年）3月23日に玉川水道は市営水道の一部となった。
東京市への引継ぎ時の給水戸数は8万8166戸、給水人口は48万8100人であった。

## 設備
東調布町下沼部に多摩川を水源とする取水場を持ち、調布村亀甲山の亀甲山浄水場、玉川村等々力および奥沢にまたがる玉川浄水場の2つの浄水場で浄水し、供給していた。一部高地へは大井喞筒場、玉川喞筒場の2か所のポンプ場をもって揚水し、供給した。また、製氷部門として入新井と浜川に製氷工場を経営した。
関東大震災時点では、全体の4割ほどの水道管が木管であったため鉄管の区間と比べて約6倍の漏水が発生している。

## 給水地域
- 入新井町
- 大森町
- 蒲田町
- 羽田町
- 品川町
- 大井町
- 大崎町
- 池上町
- 六郷町
- 碑衾町
- 玉川村
- 東調布町
- 馬込町
- 荏原町